# Poko
Poko este un oraș în  provincia Haut-Congo, Republica Democrată Congo. În 2012 avea o populație de 11 253 de locuitori, iar în 2004 avea 9 592.